# العليا لعلوم وتكنولوجيات الإعلام الآلي و الرقمنة
العليا لعلوم وتكنولوجيات الإعلام الآلي والرقمنة هي مؤسسة جامعية حكومية جديدة تحت وصاية وزير التعليم العالي والبحث العلمي الجزائري تم استحداثها عبر مرسوم من الوزارة الأولى الجزائرية (رئاسة الحكومة) في 25 غشت/تموز 2020 وتم تحديد مقرها بولاية بجاية.
تم نشر مرسوم استحداثها في الجريدة الرسمية للجمهورية الجزائرية الديمقراطية الشعبية في العدد 51 وامضاه الوزير الأول 

## '''ادارتها'''
نص المرسوم على تكليف 6 وزراء بإدارتها (لأول مرة في تاريخ الجامعات الجزائرية) عبر مجلس إدارة يضم كل من ممثل الوزير المكلف بالطاقة. – ممثل الوزير المكلف بالرقمنة والإحصائيات. – ممثــل الــوزيــر المكــلــف بـالـبـريـد والمواصلات السلـكـيـة واللاسلكية. – ممثل الوزير المكلف بالصناعة. – ممـثـل الــوزيــر المـنـتـدب لدى الـوزيــر الأول المـكــلـف بالمؤسسات المصغرة. – ممثل الوزير المنتدب لدى الوزير الأول المكلف باقتصاد المعرفة والمؤسسات الناشئة.

### اهداف انشاءها
كان السبب الاساسي في انشائها هو توجه الرئيس عبد المجيد تبون القاضي برقمنة قطاعات الإدارة الجزائرية لتقليص الفساد  وهذا يتطلب اطارات ذات خبرة في مجال الرقمنة مما دعاه إلى تكليف الوزير الأول باستحداثها حيث ستفتح ابوابها لحاملي بكالوريا 2020  '